# Калан морський
Калан морський, морська видра (Enhydra lutris) — вид ссавців із родини Куницевих (Mustelidae).

## Назва
Enhydra походить від грец. εν, «en» — «у» та υδορ «hydor» — «вода», і означає «у воді», тобто середовище проживання тварини; видова назва походить від лат. lutris — «видра».

## Поширення
Поширені на північних берегах Тихого океану, в Російській Федерації, Японії, США, на території Канади і Мексики.

## Морфологія
Голова і тіло, як правило, завдовжки 1000—1200 мм, а хвіст — 250—370 мм. Самці важать 22—35 кг, а самиці — 15—32 кг. Забарвлення варіює від червонувато-коричневого до темно-коричневого, майже чорного, за винятком сірих або вершкових голови, горла і грудей. Альбінізм рідкісний. Голова велика і тупа, шия коротка і товста, а ноги та хвіст короткі. Вуха короткі, потовщені. Задні ступні перетинчасті й зводяться в широкі ласти, передні маленькі й мають кігті, що втягуються. Калан — єдиний хижак, який має тільки чотири різці на нижній щелепі. Корінні зуби широкі, плоскі, добре пристосовані до дроблення раковин такої здобичі, як ракоподібні, равлики, мідії і морські їжаки. На відміну від більшості мустелових, у калана відсутні запахові анальні залози. Самиці мають дві черевні молочні залози.

## Поведінка
Калан рідко пірнає у воду глибше, ніж на 20 метрів, але на Алеутських островах він зазвичай живиться на глибині 40 метрів і більше, максимальна підтверджена глибина занурення становить 97 метрів. Звичайний період занурення триває 52—90 секунд, а найдовший записаний на 4 хвилини й 25 секунд. Калан здатен проводити все своє життя в морі, але іноді лежить на скелях у воді. Калан ходить незграбно на землі. Коли лежить на поверхні води, він рухається задніми кінцівками та кермує хвостом. Для швидкого плавання і пірнання використовуються хвилеподібні рухи тілом. Він може досягати швидкості до 1,5 км/г на поверхні та 9 км/г на коротких дистанціях під водою. Калан, як правило, веде денний спосіб життя, з піками активності вранці й увечері й полуденним періодом відпочинку. Він часто ночує на «ліжку» з ламінарії, лежачи під нитками водоростей, щоб уникнути дрейфу під час сну. Іноді спить із передньою лапою на очах. Щоденний рух зазвичай поширюється на кілька кілометрів; можуть бути місцеві сезонні переміщення, але великих міграцій не буває. Раціон складається, головним чином, із повільних риб і морських безхребетних. Здобич, як правило, захоплюється передніми лапами, а не щелепами. Enhydra плаває на спині під час годування і використовує свої груди як закусочну. Це один із небагатьох ссавців, у яких відоме використання інструментів. Під час плавання на спині він ставить камінь на груди, а потім використовує його як ковадло для розбиття черепашок молюсків. Ця діяльність найчастіше спостерігається в популяції біля берегів Каліфорнії. Калан потребує багато їжі: він повинен їсти 20—25 % своєї ваги в день. Він отримує близько 23 % своїх потреб у воді, п'ючи морську воду, решта надходить з їжі.

## Галерея

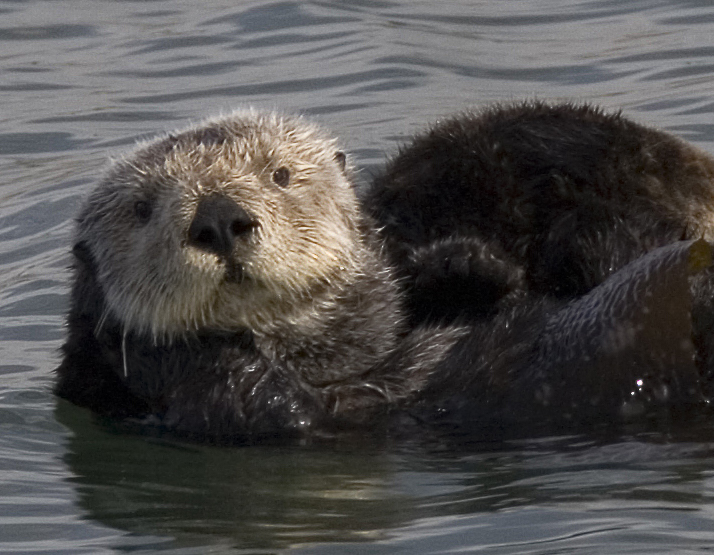
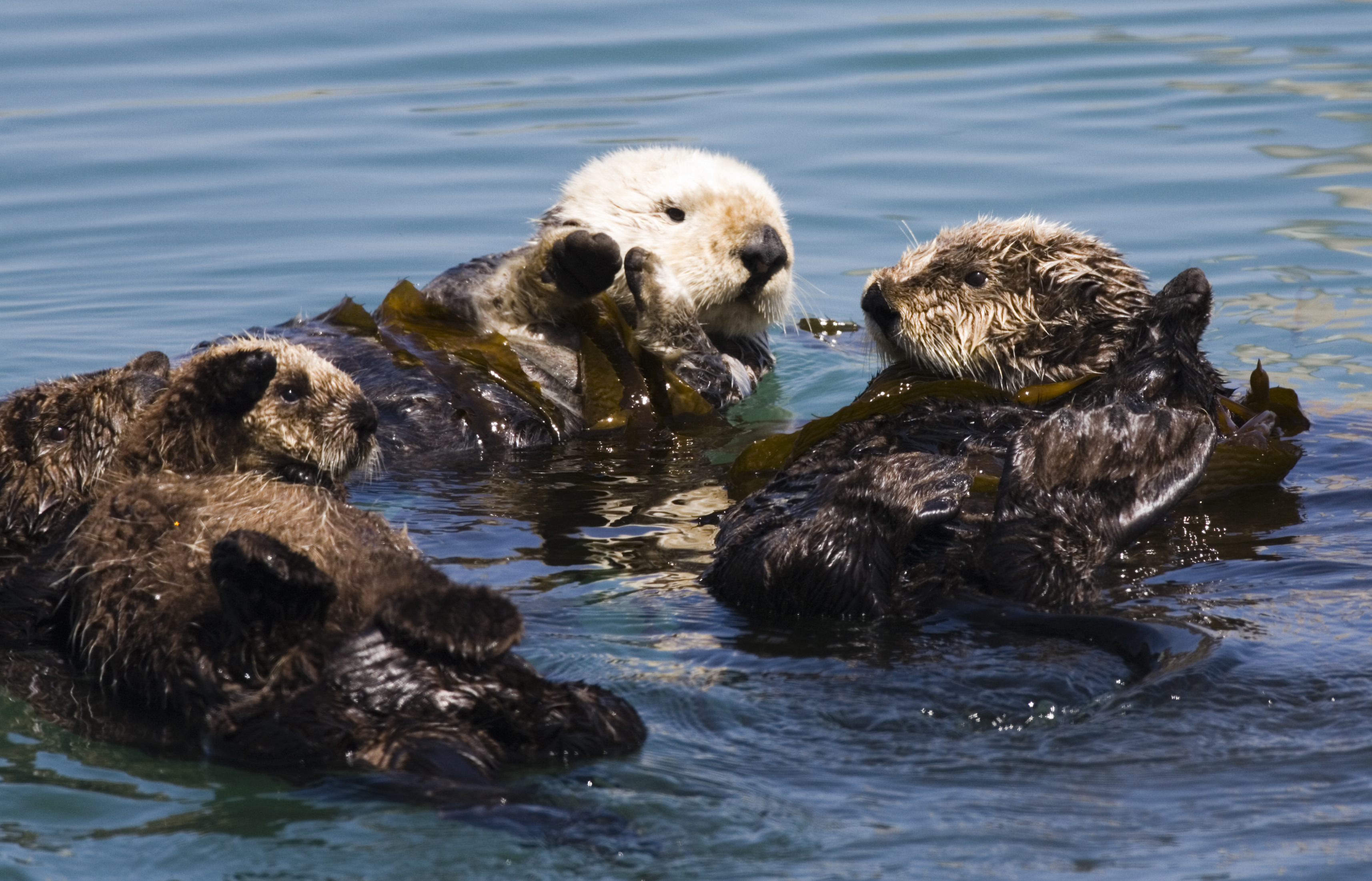
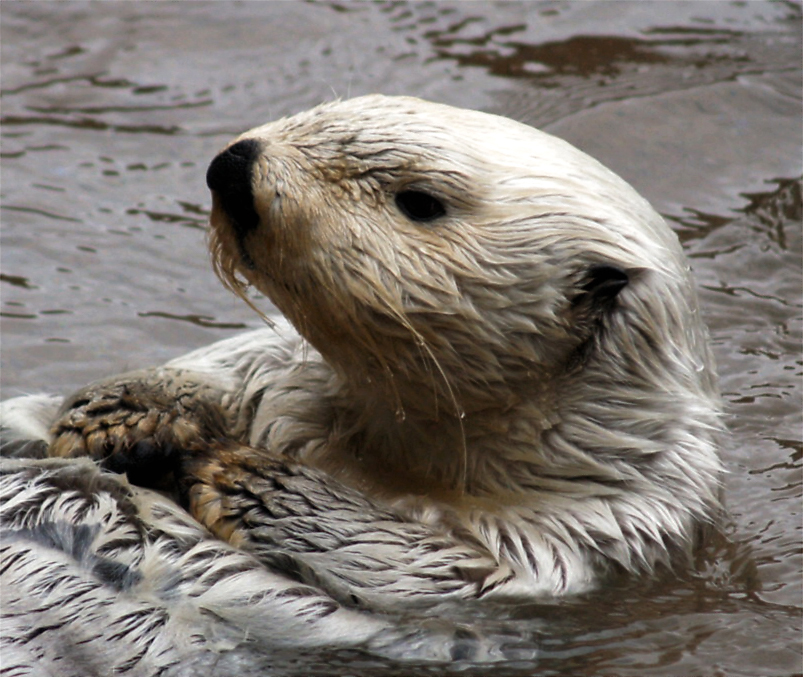
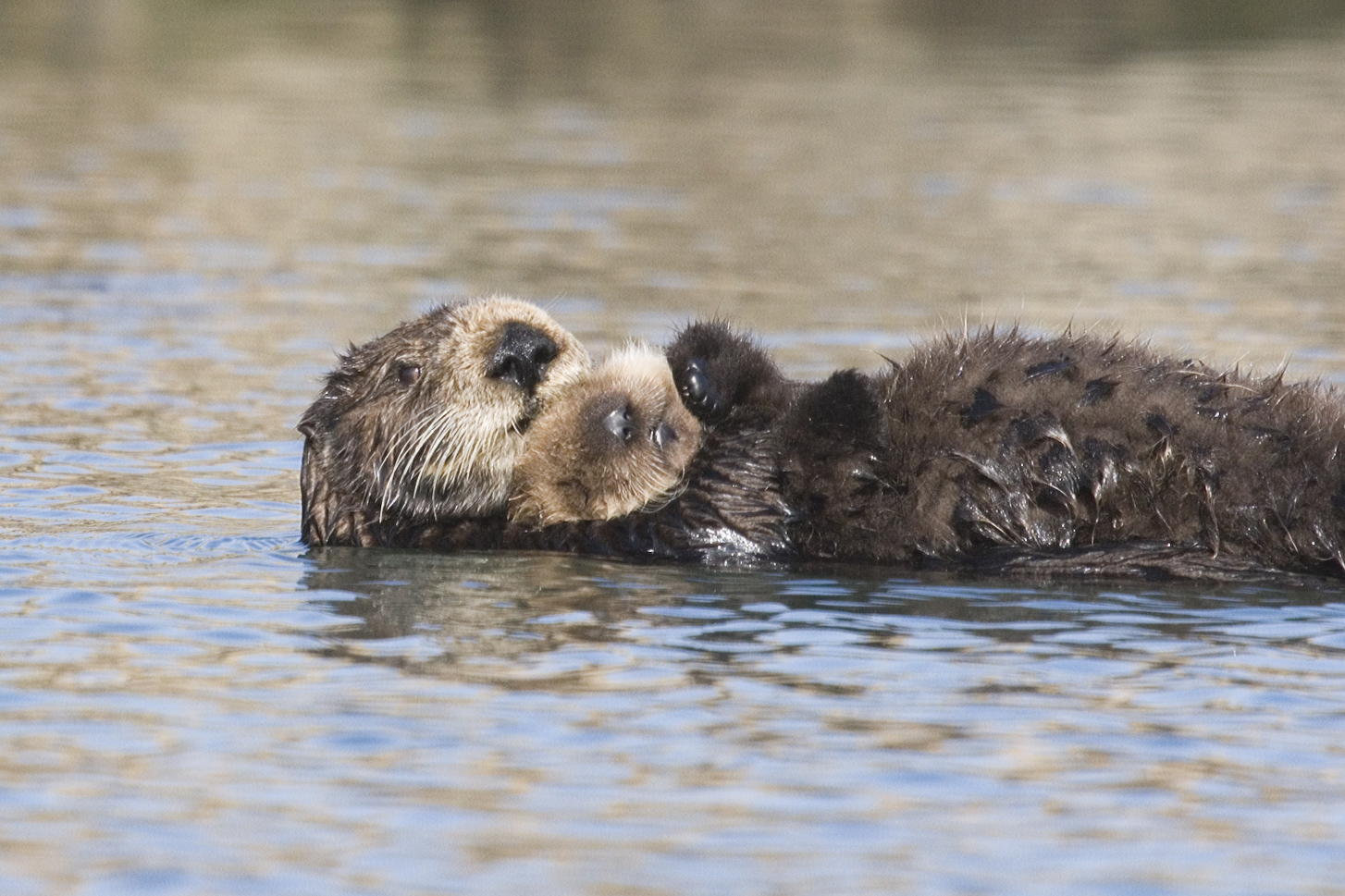
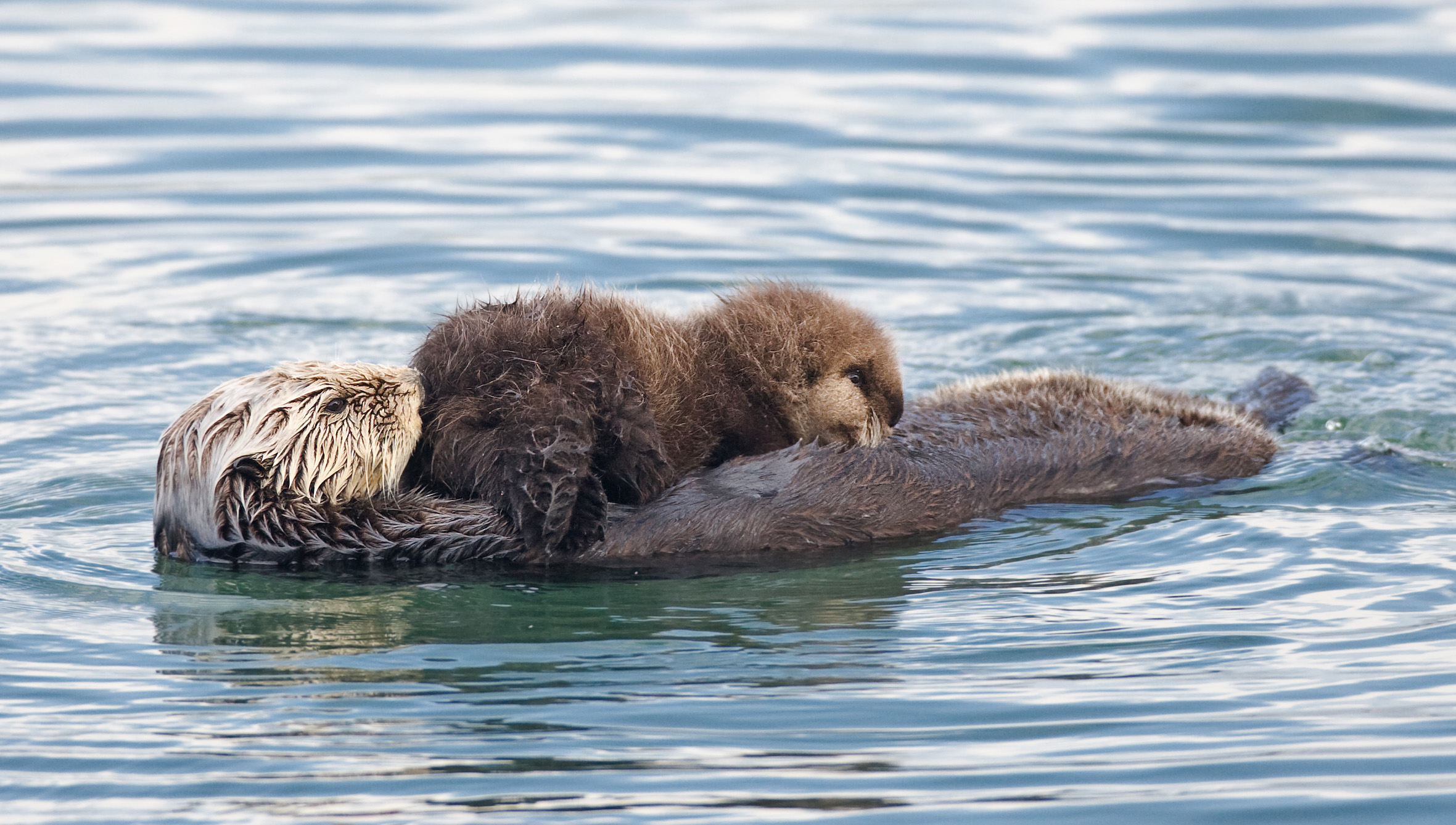
Мати-калан із дитинчам в гавані Морро Бей (Каліфорнія). Самки морських видр мають два черевних соски, вони плавають на спині для годівлі дитинчат
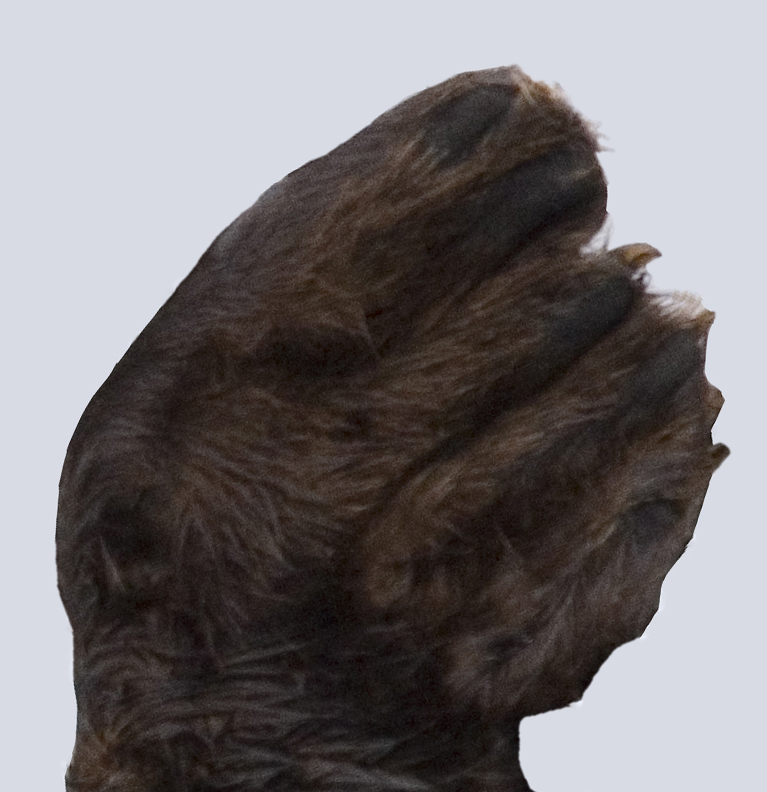
Лапа калана
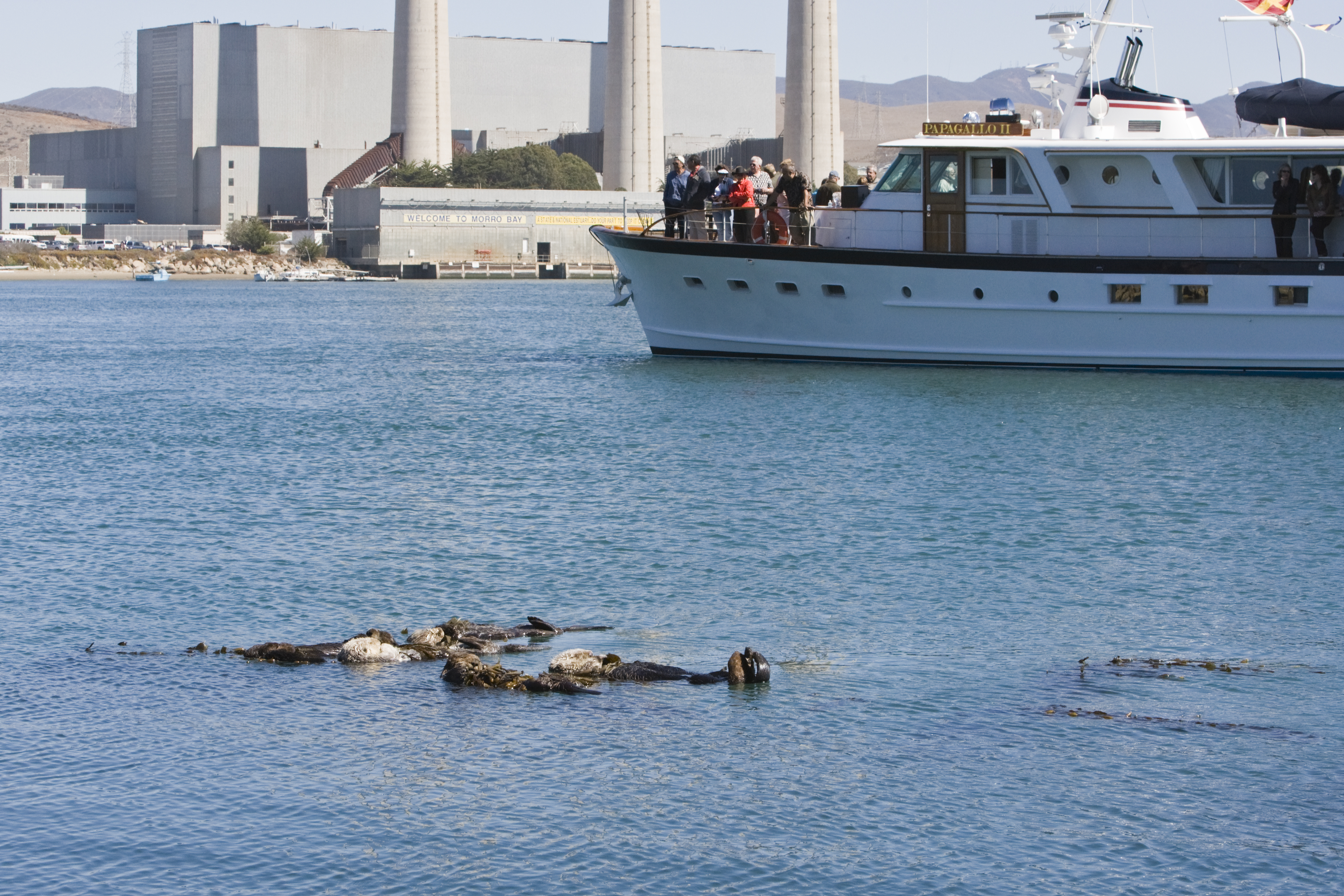
Каліфорнійські калани
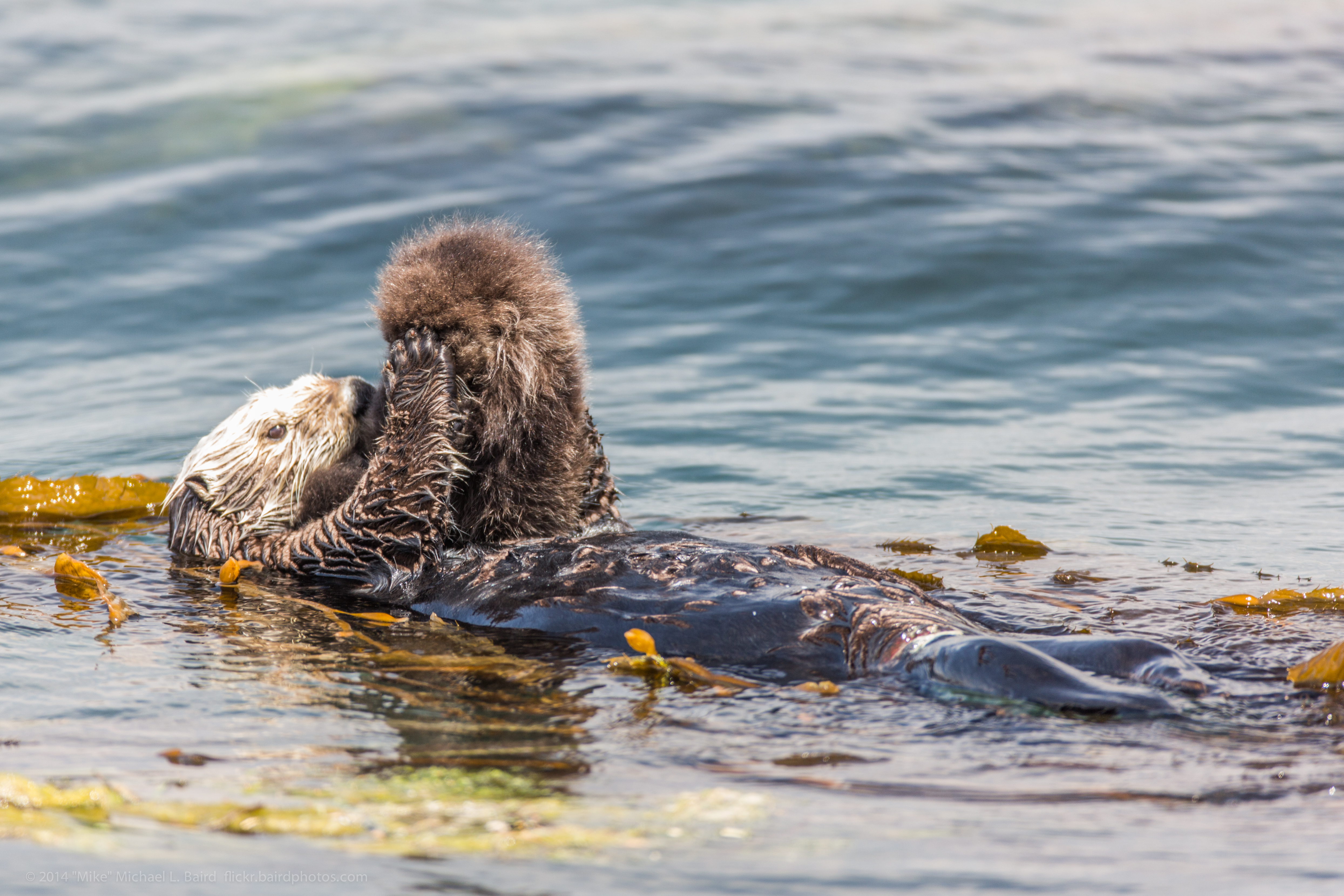
Вичісування новонародженого калана